# Cristian Munteanu (regizor)
Cristian Munteanu  (n. 25 august 1936, București  – d. 31 ianuarie 2008, București) a fost un regizor și scenarist român.

## Biografie
S-a născut în vara lui 1936, în București. A absolvit Institutul de Artă Teatrală și Cinematografică în anul 1959. A fost regizor la Teatrul din Piatra Neamț. Din anul 1962 a fost angajat regizor artistic la Radiodifuziunea Română, redacția Teatru pe care a slujit-o cu talent, dăruire și profesionalism desăvârșit  aproape 50 de ani.
A fost membru al Uniunii Scriitorilor din România și al Uniunii Teatrale din România, a scris și a montat scenarii radiofonice și de televiziune la posturile publice din România, Bulgaria, Polonia, Bulgaria, Ungaria, Cehoslovacia, Iugoslavia.
În perioada 1990 - 1994 a fost professor de artă dramatică la Universitatea Ecologică din București.
Cristian Munteanu a fost primul redactor-șef al redacției Teatru a Radiodifuziunii Române după revoluția din decembrie 1989 punând bazele unei activități artistice care continuă și astăzi.

## Distincții
- Premiul pentru cea mai bună emisiune dedicată copiilor la Festivalul de producții radiofonice din Japonia (1964)
- Premiul Asociației Internaționale a Criticilor de Teatru - secția română pentru cea mai bună piesă radiofonică  a anului (1994)
- Premiul Asociației Umoriștilor din România pentru management și valorificarea comediei românești la radio.

## Moartea
A murit pe 31 ianuarie 2008, la vârsta de 71 de ani.